# Euroceticismo
O  euroceticismo é uma ideologia política assentada na desconfiança ou na descrença acerca da União Europeia (UE). Dentro dos partidos eurocéticos há uma vasta gama de linhas de pensamento desde uma menor integração económica ou política entre os países, até os que defendem nenhuma integração.
A principal fonte do Euroceticismo tem sido a crença de que a integração europeia enfraquece questões como identidade nacional e soberania; outras críticas dos eurocéticos é que a União Europeia seria elitista e não teria muita legitimidade democrática ou transparência, além de ser burocrática, desnecessária e que encoraja vários níveis de migração; há também a percepção de ser uma organização neoliberal que serve as grandes empresas aos custos da classe trabalhadora e é responsável pela austeridade.
Euroceticismo é encontrado em ambos os lados do espectro político, em particular nos partidos com viés populista. Embora ambos os lados critiquem a UE basicamente pelos mesmo motivos, os eurocéticos de esquerda focam em assuntos econômicos (como a crise da dívida pública da Zona Euro), enquanto os de direita preferem-se focar em questões como nacionalismo e imigração (como a Crise migratória na Europa). Durante a década de 2010, foi visto uma ascensão de partidos e movimentos de extrema-direita na Europa com fortes tendências eurocéticas.
Segundo o Eurobarómetro, a popularidade e confiança na União Europeia e nas suas instituições tem decrescido consideravelmente desde 2007, ficando abaixo dos 50%. Uma pesquisa feita em 2009, mostrou que a popularidade da UE era mais baixa no Reino Unido, Letónia e Hungria. Em 2016, os países onde a União Europeia tinha uma percepção mais negativa era o Reino Unido (que, naquele ano, fez um referendo sobre permanência ou não no Bloco, onde a população optou por sair), Grécia, França e Espanha. Desde 2015, contudo, a confiança na UE tem crescido um pouco, especialmente devido a queda no desemprego e o ressurgimento económico no continente.

## Terminologia
É considerado que existem diferentes tipos de pensamento eurocético, que diferem na medida em que os aderentes rejeitam a integração entre os Estados-membros da UE e nas suas razões para o fazerem. O cientista político Aleks Szczerbiak e o acadêmico Paul Taggart descrevem os dois tipos como euroceticismo forte e euroceticismo suave. Os cientistas políticos Cas Mudde e Petr Kopecky afirmam que se a linha de demarcação é o número e a quais políticas um partido se opõe, então surge a questão de quantas e quais políticas deve um partido opor-se para ser considerado fortemente eurocético em vez de suave.

### Euroceticismo forte
Defensores do euroceticismo forte exigem a retirada do próprio país da UE ou a sua dissolução, considerando a instituição como uma entidade não democrática, burocrática e opressora com os seus Estados-membros. O exemplo canônico do euroceticismo forte é o Partido do Brexit de Nigel Farage, que atuou fortemente pela saída do Reino Unido da UE.

### Euroceticismo suave
Defensores do euroceticismo suave apoiam a existência da UE e a adesão de seu país a ela, mas rejeitam políticas comunitárias específicas (econômicas, migratórias, etc.) ou a construção de uma Europa federal. É também chamado de alter-europeísmo. No Parlamento Europeu, os partidos eurocéticos suaves de esquerda fazem parte do grupo Esquerda Unitária. Os eurocéticos suaves de direita pertencem ao Conservadores e Reformistas Europeus ou ao Identidade e Democracia.

## Portugal
Os principais partidos eurocéticos portugueses são o Alternativa Democrática Nacional (ADN), o Chega, o Partido Comunista Português (PCP) e o Bloco de Esquerda (BE). Sondagens de opinião pública em Portugal em 2015 mostraram que 48% tendiam a não confiar na UE, enquanto 79% tendiam a não confiar no governo português (então liderado pela coligação Portugal à Frente).